# استوفنید

ساختار شیمیایی یک استوفنید ساده

در شیمی آلی، استوفنید(به انگلیسی: Acetophenide) یک گروه عاملی است که از کتال حلقوی دی‌ال با استوفنون تشکیل شده‌است. در شیمی دارویی، در آلژستون استوفنید (دی‌هیدروکسی‌پروژسترون استوفنید) و آمسینافید (تری‌آمسینولون استوفنید) وجود دارد.  